# Elisabet Canalias Vila
Elisabet Canalias Vila (Olot, 21 de desembre de 1979) és una matemàtica catalana especialista en el càlcul de trajectòries interplanetàries, coneguda per la seva participació en les operacions d'aterratge de la sonda Philae sobre el cometa 67P/Txuriúmov-Herassimenko. Llicenciada en matemàtiques per la Universitat Politècnica de Catalunya i doctora en ciència i tecnologia aeroespacial, va presentar la seva tesi doctoral en 2007 sota el títol «Contribució al disseny de missions als punts de libració utilitzant varietats invariants hiperbòliques». Des de llavors i fins al 2009 va continuar la seva recerca sobre aquest tema amb un contracte de postgrau a l'Agència Espacial Europea.
El 2010 va formar part de l'equip d'operacions de l'Agència Espacial Europea que va fer realitzar a la sonda Rosetta el sobrevol de l'asteroide Lutetia en la seva trajectòria cap al cometa 67P/Txuriúmov-Herassimenko. A partir del 2013 va passar a formar part del Centre d'Operacions Científiques i de Navegació (SONC) de Philae a l'Agència Espacial Francesa. Com a membre de l'equip de Dinàmica del Vol (SONC-FD), va participar en l'anàlisi de missió i als calculs de trajectòria que van conduir el 2014 a l'elecció de la regió anomenada Agilkia com a lloc d'aterratge de Philae. Va treballar al centre de control durant les operacions de separació, descens i aterratge de Philae, així com als estudis posteriors al rebot de la sonda sobre la superfície del cometa.
Els mitjans de comunicació es van fer ressò de la participació d'una científica catalana a aquesta missió. L'ajuntament d'Olot la va nomenar ambaixadora d'aquesta vila, de la qual és originària. Per la seva part, el Centre d'Iniciatives Turístiques d'Olot li va concedir en reconeixement del seu treball el premi Garrotxina de l'Any 2014.
Actualment és un dels experts de referència a l'Agència Espacial Francesa (CNES) pels estudis de trajectòria de les missions interplanetàries amb participació d'aquesta agència (en particular les d'accés als petits cossos, com la missió MASCOT ). Forma part igualment de l'equip d'operacions per la posada en òrbita dels satèl·lits de navegació Galileo.